# Сенеслав
Сенеслав (Seneslav) — князь (воєвода) Мунтенії (Арджешу, Волощини), що правив близько 1247—1270 років. Був господарем земель, розташованих у верхів'ях Олту, після найбільшого вторгнення монголо-татар у Центральну Європу.

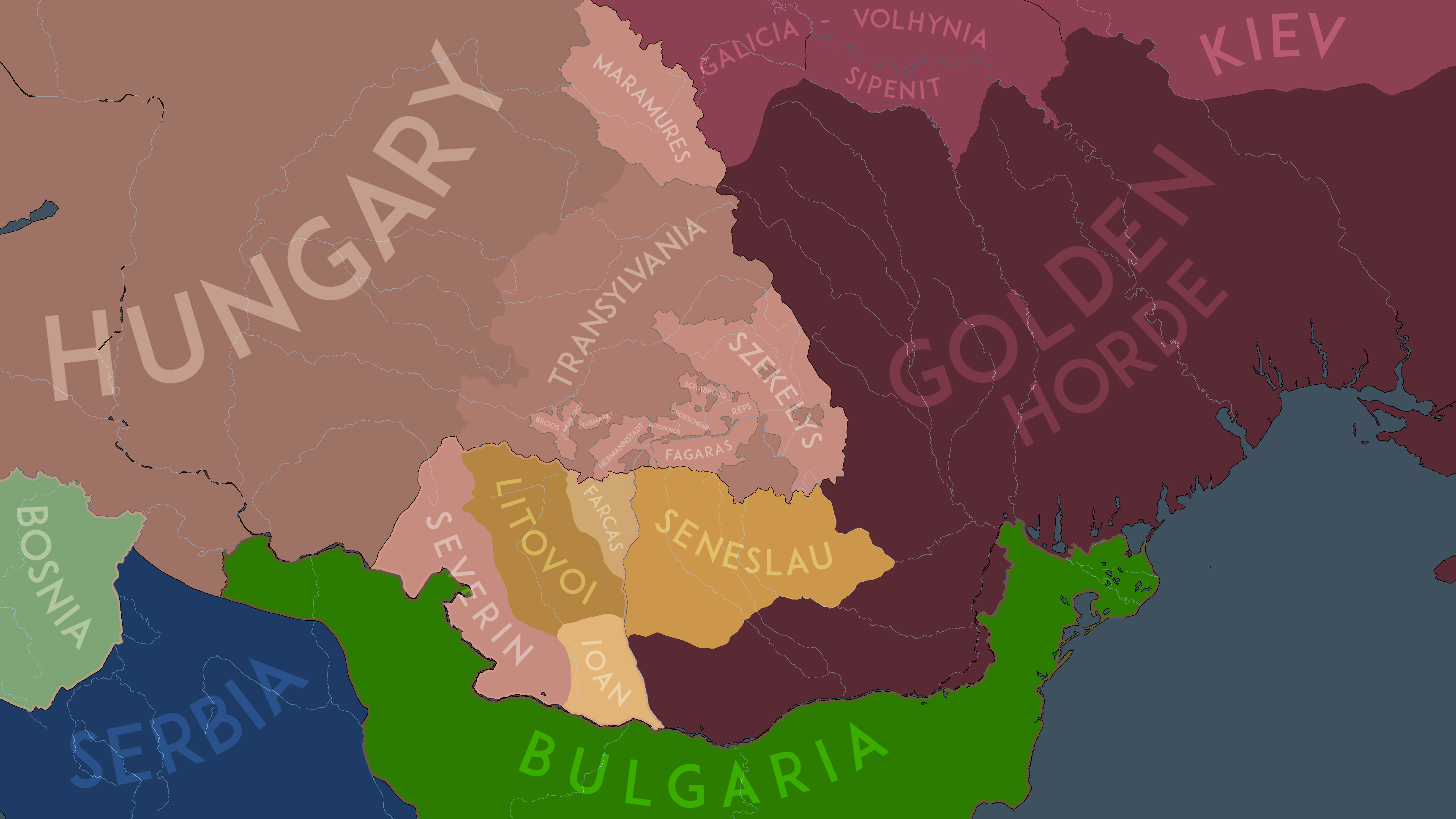
Поділ земель Волощини згідно з грамотою Йоанітів, 1247 р.

Ймовірно, був наступником князя Мічеслава. Сенеслав був воєводою, який згадується в дипломі Йоанітів, документі, виданому королем Угорщини Белою IV 2 липня 1247 року. Диплом надавав території для Лицарів-госпітальєрів у банаті Северин. У документі дозволялось лицарям оселитися в Северині, де вони мали захищати кордони від половецьких (куманських) набігів. Відповідно до грамоти, король віддав лицарям території на схід від річки Олт, за винятком території воєводи Сенеслава. У королівській грамоті вони вказуються як олати.
Ім'я Сенеслав має слов'янське походження.
Правив гірською частиною Волощини, тобто центральною та південною Мунтенією — територіями вздовж річок Арджеш і Дамбовіца, ліворуч від річки Олта, ймовірно, проживав в Арджеші. 

Адже після монголо-татарської навали рівнину Дунаю ще заселяли половці й татари. Починаючи з 1270―1272 рр., князь Літовий, наступник Сенеслава, поширив свою владу також на долішню Мунтенію.
Румунський історик Йоан Аурел Поп вважає, що Сенеслав був незалежним від короля Угорщини. За словами угорського історика Іштвана Вашарі, його титул воєвода свідчить про те, що він мав окрему територіальну одиницю під своєю юрисдикцією.
У праці «Історія румунів» Олександру Д. Ксенополь вважає, що Мічеслав та Сенеслав були предками династії Басарабів.